# یواس‌اس وار باگ (اس‌پی-۱۷۹۵)
یواس‌اس وار باگ (اس‌پی-۱۷۹۵) (به انگلیسی: USS War Bug (SP-1795)) یک کشتی بود که طول آن ۶۲ فوت ۴ اینچ (۱۹٫۰۰ متر) بود. این کشتی در سال ۱۹۱۷ ساخته شد.